# Gérard du cinéma
Il Gérard du cinéma è stato un premio cinematografico satirico francese, rivolto al peggior film e ai peggiori attori del cinema d'oltralpe. Programmato qualche giorno prima dell'assegnazione dei premi César aveva come riconoscimento un mattone in cemento. 
La prima cerimonia si è svolta il 23 febbraio 2006, trasmessa dal 2009 in diretta dalla rete televisiva Paris Première, ha cessato di essere organizzata dall'edizione del 2013.